# مصطفى أبرشان
مصطفى حامد محمد (17 أكتوبر 1959 في مليلية بإسبانيا) ، المعروف باسم مصطفى أبرشان بعد اسم عشيرته الريفية ، سياسي إسباني من مليلية وهو من أصل مغربي. وهو زعيم التنظيم السياسي لإئتلاف مليلية.
كان رئيس بلدية مدينة مليلية في إسبانيا من 5 يوليو 1999 إلى 19 يوليو 2000 ، بدعم من حزب الاشتراكي العمالي الإسباني والمجموعة الليبرالية المستقلة ، مما جعله أول مسلم يتولى هذا المنصب.